# Наратхейнкха
Наратхейнкха (*бірм. နရသိင်္; 5 вересня 1134 або 1141 — 1174) — 6-й володар Паганського царства у 1171—1174 роках. Деякі дослідники ставлять під сумнів історичність його існування.

## Життєпис
Старший син принца Наратху. Народився 1134 або 1141 року в м. Паган. Коли він досяг повноліття, він одружився зі своєю двоюрідною сестрою Мін Аунг М'ят. 1167 року після захоплення його батьком влади став спадкоємцем трону.
1171 року після загибелі Наратху успадкував трон, прийнявши ім'я Шрі Трібхуванадітья Паварадхаммараджа Данапаті (бірм. ၐြီတြိဘုဝနာဒိတျပဝရဓမ္မရာဇဒါနပတိ). Призначив молодшого брата Сітху спадкомцем та командувачем військами. Це був перший зафіксований випадок в історії династії, коли правитель Пагану відмовився від командування армією.
Згідно хронік мав гарну вдачу, зумів дипломатією замирити заворушення племен, здобув підтримку знаті та буддійського духовенства. 1174 року відправив брата на придушення повстання гірських племен на півночі в Нгасаунг'яні (сучасний Юньнань). За цей час забрав в Сітху його дружину Велувадді, в яку був давно закоханий, зробивши її старшою царицею. Про це довідався Сітху, що відправив одного з командирів — Аунг Цва, що на чолі із 80 вояків прибув до Пагана. Тут за невідомих обставин вбив Наратхейнкху. В результаті Сітху під ім'ям Кансу II було оголошено новим володарем Паганського царства.